# Како (Венеција)
Како (итал. Cacco) је насеље у Италији у округу Венеција, региону Венето.
Према процени из 2011. у насељу је живело 43 становника. Насеље се налази на надморској висини од 1 м.